# Jens Matzen
Jens Ingwer Matzen (* 22. Oktober 1914 in Morsum auf Sylt; † 29. Februar 1980 in Flensburg) war ein deutscher Seeoffizier, zuletzt Kapitän zur See der Bundesmarine und Bürgermeister von Morsum.

## Leben
Jens Matzen war ein Sohn des Bürgermeisters von Morsum, Peter Petersen Matzen (* 1887).
Am 5. April 1935 (Crew 35 (V)) trat er in die Reichsmarine ein und wurde in der Kriegsmarine am 25. September 1935 Seekadett (V); für die Verwaltungslaufbahn. Im November 1935 ging er zur praktischen Bordausbildung auf den Leichten Kreuzer Emden. Ein Jahr später erhielt er die Kommandierung an die Marineschule Mürwik. Ab 4. Oktober 1937 war er auf dem Leichten Kreuzer Leipzig und ab Oktober 1938, am 1. April 1938 Leutnant (V), als 2. Flottenadjutant beim Flottenkommando. Vom 15. Februar 1940 bis 5. Juni 1940 war er an der Marine-Schule Flensburg. Von dort ging er als Ausbildungsoffizier auf das Minenschiff Tannenberg.
Ende Juli 1940 wurde er bis Anfang August zur Verfügung der Marinestation der Nordsee gesetzt und war in dieser Position an der Vorbereitung des Unternehmens Seelöwe beteiligt. Anschließend wurde er bis 17. Februar 1941 Verwaltungsoffizier im Stab des Marinebefehlshaber Kanalküste und kam dann zur 2. Schnellboot-Flottille. Hier war er bis Anfang März 1943 Flottillenverwaltungsoffizier, erhielt am 20. August 1941 das Schnellboot-Kriegsabzeichen, wurde am 1. August 1942 Kapitänleutnant (V) und später im März 1943 vom Verwaltungsoffizier zum Seeoffizier. Dort war er nur bis 23. März 1943 Kommandantenschüler. Er ging für drei Monate zum Navigationslehrgang an die Steuermannsschule Gotenhafen. Es folgte ein Lehrgang an der Torpedoschule Mürwik. Ab August 1943 war er als Kommandantenschüler bei der kurze Zeit später aufgelösten Schnellboot-Schulflottille. Von hier wurde er einen Monat später zur Verfügung beim Deutschen Marinekommando Italien gesetzt und kam als Schnellbootkommandant in der Schnellboot-Lehrdivision, welche aus der aufgelösten Schnellboot-Schulflottille hervorgegangen war, zum Einsatz.
Vom 1. November 1943 bis 7. Juli 1944 war er als Kommandant der S 76 bei der 6. Schnellboot-Flottille. Von Anfang Juli 1944 übernahm er bis Kriegsende die 6. Schnellboot-Flottille mit welcher er im englischen Kanal und bei De Hoofden agierte. Kurz vor Kriegsende am 2. Mai 1945 erhielt er in dieser Position das Ritterkreuz zum Eisernen Kreuz verliehen; das Deutsche Kreuz in Gold hatte er am 27. Januar 1945 erhalten. In der Begründung für die Verleihung des Ritterkreuzes hieß es:

„Kapitänleutnant Jens Matzen hat das Ritterkreuz für die unermüdliche Einsatzbereitschaft seiner Person und seiner Flottille erhalten. Seine Flottille erreichte unter seiner Führung noch etliche Erfolge, die nur seiner Führung und Planung zu verdanken waren.“

Nach dem Krieg wohnte Matzen wieder auf Sylt. Hier wurde er Bürgermeister von Morsum.
Mitte November 1955 trat er als Korvettenkapitän in die Bundesmarine ein und wurde im Bundesministerium der Verteidigung im Referent III C 4 eingesetzt. Zum 10. Oktober 1956 kam er als S3 in den Stab des Schnellboot-Lehrgeschwaders und wurde Mitte November des gleichen Jahres zugleich mit der Wahrnehmung der Geschäfte des Kommandeurs des 1. Schnellbootgeschwaders, welches Ende April 1956 unter Korvettenkapitän Hans-Helmut Klose aufgestellt worden war, beauftragt. Ab 17. September 1957 war er als S3 im Stab des 1. Schnellbootgeschwaders und blieb zeitgleich bis 1. August 1958 mit der Führung des Geschwaders beauftragt. Am 1. Oktober 1957 wurde die Aufstellung des Kommandos der Schnellboote (Flensburg) befohlen und Matzen die Aufgabe der Aufstellung übertragen. Zeitgleich wurde er mit der Wahrnehmung der Geschäfte des A3 des Kommando der Schnellboote beauftragt und Kommandeur des Schnellbootlehrgeschwaders. Anfang August 1958 übergab er das Kommando der Schnellboote an den Fregattenkapitän Friedrich Kemnade und blieb A3 im Stab des Kommandos.
Mitte Juni 1961 ging er als Fregattenkapitän zur Unterabteilung Schiffe und Waffen, Referent V 5 (Torpedo- und UAbwehrwaffen bzw. Schnellboote, Uboote und Hilfsschiffe/Systemsteuerung für den Bereich der Schnellbootflottille und Amphibischen Gruppe), in den Führungsstab der Marine.
Von Oktober 1964 bis Ende März 1968 war er Kommandeur des Kommandos der Schnellboote, ab 1967 der Schnellbootflottille und in dieser Position zum Kapitän zur See befördert. Anschließend war er bis Ende September 1972 Admiral der Marinewaffen, das ehemalige Marinewaffenkommando. Anschließend wurde er in den Ruhestand versetzt.
Am 28. Mai 1971 war Matzen mit dem Verdienstkreuz 1. Klasse ausgezeichnet worden.
Matzen war von April 1940 mit Erasmine Wilhelmine, geb. Hansen (1914–2008), welche wie er auch aus Morsum stammte, verheiratet.